# Lijst van voetbalinterlands Azerbeidzjan - Wit-Rusland
Deze lijst van voetbalinterlands is een overzicht van alle officiële voetbalwedstrijden tussen de nationale teams van Azerbeidzjan en Wit-Rusland. De voormalige Sovjet-republieken speelden tot op heden zeven keer tegen elkaar. De eerste ontmoeting, een vriendschappelijke wedstrijd, werd gespeeld in Maladzetsjna op 27 mei 1996. Het laatste duel, ook een vriendschappelijke wedstrijd, vond plaats op 25 maart 2025 in Masazır.

## Wedstrijden
| № | Plaats       | Datum            | Competitie                  | Wedstrijd                  | Uitslag |
| - | ------------ | ---------------- | --------------------------- | -------------------------- | ------- |
| 1 | Maladzetsjna | 27 mei 1996      | Vriendschappelijk           | Wit-Rusland – Azerbeidzjan | 2 – 2   |
| 2 | Albena       | 25 februari 2001 | Vriendschappelijk           | Azerbeidzjan – Wit-Rusland | 1 – 0   |
| 3 | Bakoe        | 23 maart 2018    | Vriendschappelijk           | Azerbeidzjan − Wit-Rusland | 0 − 1   |
| 4 | Minsk        | 2 juni 2021      | Vriendschappelijk           | Wit-Rusland − Azerbeidzjan | 1 − 2   |
| 5 | Novi Sad     | 6 juni 2022      | UEFA Nations League 2022/23 | Wit-Rusland − Azerbeidzjan | 0 – 0   |
| 6 | Bakoe        | 13 juni 2022     | UEFA Nations League 2022/23 | Azerbeidzjan − Wit-Rusland | 2 − 0   |
| 7 | Masazır      | 25 maart 2025    | Vriendschappelijk           | Azerbeidzjan − Wit-Rusland | 0 − 2   |

## Samenvatting
| Competitie          | Totaal gespeeld | Winst Azerbeidzjan | Gelijk | Winst Wit-Rusland | Doelsaldo Azerbeidzjan – Wit-Rusland |
| ------------------- | --------------- | ------------------ | ------ | ----------------- | ------------------------------------ |
| UEFA Nations League | 2               | 1                  | 1      | 0                 | 2 − 0                                |
| Vriendschappelijk   | 5               | 2                  | 1      | 2                 | 5 − 6                                |
| Totaal              | 7               | 3                  | 2      | 2                 | 7 − 6                                |

Wedstrijden bepaald door strafschoppen worden, in lijn met de FIFA, als een gelijkspel gerekend.